# La Chapelle-Saint-Étienne
La Chapelle-Saint-Étienne korábbi község Franciaország Új-Aquitania régiójában, Deux-Sèvres megyében.
Lakosainak száma 327 fő (2018. január 1.). La Chapelle-Saint-Étienne L’Absie, Le Breuil-Bernard, Largeasse, Moutiers-sous-Chantemerle és Saint-Paul-en-Gâtine községekkel határos.
2019. január 1-jén öt másik korábbi községgel egyesült és az így létrejött Moncoutant-sur-Sèvre új község része lett.

## Népesség
A település népességének változása:
| Lakosok száma | 323  | 321  | 325  | 324  | 327  |
|               | 2013 | 2015 | 2016 | 2017 | 2018 |